# Tournoi des Cinq Nations 1979
Navigation
Tournoi 1978 Tournoi 1980
Le Tournoi des Cinq Nations 1979 (du 20 janvier au 17 mars 1979) voit la victoire du pays de Galles pour la deuxième année consécutive.
Il s'agit du cinquantième Tournoi des Cinq Nations depuis 1910, et la quatre-vingt-cinquième édition du tournoi britannique dont les origines remontent à la saison 1882-83.

## Classement
- Légende :

J matches joués, V victoires, N matches nuls, D défaites

PP points pour, PC points contre, Δ différence de points PP-PC

Pts points de classement (barème : victoire 2 points, match nul 1 point, défaite rien)

T : Tenant du titre 1978.
| Rang | Nations            | J | V | N | D | PP | PC | Δ   | Pts |
| ---- | ------------------ | - | - | - | - | -- | -- | --- | --- |
| 1    | Pays de Galles (T) | 4 | 3 | 0 | 1 | 83 | 51 | +32 | 6   |
| 2    | France             | 4 | 2 | 1 | 1 | 50 | 46 | +4  | 5   |
| 3    | Irlande            | 4 | 1 | 2 | 1 | 53 | 51 | +2  | 4   |
| 4    | Angleterre         | 4 | 1 | 1 | 2 | 24 | 52 | -28 | 3   |
| 5    | Écosse             | 4 | 0 | 2 | 2 | 48 | 58 | -10 | 2   |

- Si la France, deuxième, a la meilleure défense, c'est au pays de Galles vainqueur que reviennent la meilleure attaque et la plus grande différence de points.

## Résultats
Les matches ont lieu le samedi :
| 20 janvier 1979, Dublin    | Irlande        | 09 - 9  | France         |
| 20 janvier 1979, Édimbourg | Écosse         | 13 - 19 | Pays de Galles |
| 3 février 1979, Cardiff    | Pays de Galles | 24 - 21 | Irlande        |
| 3 février 1979, Londres    | Angleterre     | 07 - 7  | Écosse         |
| 17 février 1979, Paris     | France         | 14 - 13 | Pays de Galles |
| 17 février 1979, Dublin    | Irlande        | 12 - 7  | Angleterre     |
| 3 mars 1979, Londres       | Angleterre     | 07 - 6  | France         |
| 3 février 1979, Édimbourg  | Écosse         | 11 - 11 | Irlande        |
| 17 mars 1979, Paris        | France         | 21 - 17 | Écosse         |
| 17 mars 1979, Cardiff      | Pays de Galles | 27 - 3  | Angleterre     |

## Détail des matches
Quelques précisions à propos des matches de l'édition 1979 du Tournoi :

### Irlande - France
| 20 janvier 1979 Temps gris assez frais. | Irlande                           | 9 - 9 (3-6) | France                                                                        | Lansdowne Road, Dublin Pelouse grasse 51 000 spectateurs Arbitre : R Quinttenton |
| 20 janvier 1979 Temps gris assez frais. | Pénalité(s) : 3 Ward 8e, 37e, 63e |             | Essai(s) : Caussade 45e Transformation(s) : Aguirre Pénalité(s) : Aguirre 21e | Lansdowne Road, Dublin Pelouse grasse 51 000 spectateurs Arbitre : R Quinttenton |
| 20 janvier 1979 Temps gris assez frais. |                                   |             |                                                                               | Lansdowne Road, Dublin Pelouse grasse 51 000 spectateurs Arbitre : R Quinttenton |

### Écosse - Pays de Galles
| 20 janvier 1979 Temps froid ; vent très fort. | Écosse                                                | 13 - 19 (13-6) | Pays de Galles                                                                                              | Murrayfield, Édimbourg Pelouse souple 80 000 spectateurs Arbitre : F Palmade |
| 20 janvier 1979 Temps froid ; vent très fort. | Essai(s) : Irvine Pénalité(s) : 3 Irvine 3e, 15e, 36e |                | Essai(s) : 2 E Rees 47e, Quinnell 75e Transformation(s) : 1/2 Fenwick Pénalité(s) : 3 Fenwick 1re, 34e, 42e | Murrayfield, Édimbourg Pelouse souple 80 000 spectateurs Arbitre : F Palmade |
| 20 janvier 1979 Temps froid ; vent très fort. |                                                       |                | | Murrayfield, Édimbourg Pelouse souple 80 000 spectateurs Arbitre : F Palmade |

### Pays de Galles - Irlande
| 3 février 1979 Temps couvert et froid. | Pays de Galles                                                                                                 | 24 - 21 (12-9) | Irlande                                                                                                  | ArmsPark, Cardiff Bonne pelouse 50 000 spectateurs Arbitre : A Hosie |
| 3 février 1979 Temps couvert et froid. | Essai(s) : 2 Martin 26e, Ringer 48e Transformation(s) : 2/2 Fenwick Pénalité(s) : 4 Fenwick 29e, 40e, 52e, 68e |                | Essai(s) : 2 McLennan 64e, Patterson 77e Transformation(s) : 2/2 Ward Pénalité(s) : 3 Ward 15e, 22e, 38e | ArmsPark, Cardiff Bonne pelouse 50 000 spectateurs Arbitre : A Hosie |
| 3 février 1979 Temps couvert et froid. | |                | | ArmsPark, Cardiff Bonne pelouse 50 000 spectateurs Arbitre : A Hosie |

### Angleterre - Écosse
| 3 février 1979 Temps ensoleillé mais froid ; vent tourbillonnant. | Angleterre                                     | 7 - 7 (7-4) | Écosse                                             | Twickenham, Londres Excellente pelouse Arbitre : C Norling |
| 3 février 1979 Temps ensoleillé mais froid ; vent tourbillonnant. | Essai(s) : Slemen 3e Pénalité(s) : Bennett 15e |             | Essai(s) : Rutherford 27e Pénalité(s) : Irvine 61e | Twickenham, Londres Excellente pelouse Arbitre : C Norling |
| 3 février 1979 Temps ensoleillé mais froid ; vent tourbillonnant. |                                                |             |                                                    | Twickenham, Londres Excellente pelouse Arbitre : C Norling |

### France - Pays de Galles
| 17 février 1979 Temps gris, vent faible, température glaciale. | France                                                         | 14 - 13 (7-7) | Pays de Galles                                             | Parc des Princes, Paris Pelouse sableuse par endroits. 45 259 spectateurs Arbitre : D Burnett |
| 17 février 1979 Temps gris, vent faible, température glaciale. | Essai(s) : 2 Gourdon 20e, 59e Pénalité(s) : 2 Aguirre 40e, 55e |               | Essai(s) : Holmes 35e Pénalité(s) : 3 Fenwick 6e, 57e, 61e | Parc des Princes, Paris Pelouse sableuse par endroits. 45 259 spectateurs Arbitre : D Burnett |
| 17 février 1979 Temps gris, vent faible, température glaciale. |                                                                |               |                                                            | Parc des Princes, Paris Pelouse sableuse par endroits. 45 259 spectateurs Arbitre : D Burnett |

### Irlande - Angleterre
| 17 février 1979 Temps gris et froid. | Irlande                                                                                   | 12 - 7 (6-3) | Angleterre | Lansdowne Road, Dublin Bonne pelouse 51 000 spectateurs Arbitre : A Hosie |
| 17 février 1979 Temps gris et froid. | Essai(s) : McLennan 6e Transformation(s) : Ward Pénalité(s) : Ward 70e Drop(s) : Ward 56e |              |            | Lansdowne Road, Dublin Bonne pelouse 51 000 spectateurs Arbitre : A Hosie |
| 17 février 1979 Temps gris et froid. |                                                                                           |              |            | Lansdowne Road, Dublin Bonne pelouse 51 000 spectateurs Arbitre : A Hosie |

### Angleterre-France
| 3 mars 1979 | Angleterre                                         | 7 - 6 (3-0) | France                                             | Twickenham, Londres 67 800 spectateurs Arbitre : J West |
| 3 mars 1979 | Essai(s) : Bennett, 63e Pénalité(s) : Bennett, 29e |             | Essai(s) : Costes, 75e Transformation(s) : Aguirre | Twickenham, Londres 67 800 spectateurs Arbitre : J West |
| 3 mars 1979 |                                                    |             |                                                    | Twickenham, Londres 67 800 spectateurs Arbitre : J West |

### Écosse - Irlande
| 3 mars 1979 Beau temps froid ; vent tourbillonnant. | Écosse                                                          | 11 - 11 (7-4) | Irlande                                                | Murrayfield, Édimbourg Pelouse excellente 60 000 spectateurs Arbitre : C Thomas |
| 3 mars 1979 Beau temps froid ; vent tourbillonnant. | Essai(s) : 2 Robertson 10e, Irvine 47e Pénalité(s) : Irvine 40e |               | Essai(s) : 2 Patterson 18e, 74e Pénalité(s) : Ward 53e | Murrayfield, Édimbourg Pelouse excellente 60 000 spectateurs Arbitre : C Thomas |
| 3 mars 1979 Beau temps froid ; vent tourbillonnant. |                                                                 |               |                                                        | Murrayfield, Édimbourg Pelouse excellente 60 000 spectateurs Arbitre : C Thomas |

### France - Écosse
| 17 mars 1979 Soleil printanier | France | 21 - 17 (10-10) | Écosse | Parc des Princes, Paris Pelouse en bon état. 45 000 spectateurs Arbitre : R Quinttenton |
| 17 mars 1979 Soleil printanier | Essai(s) : 3 Bélascain 14e, Malquier 62e, 66e Pénalité(s) : 2 Aguerre 23e, Aguirre 76e Drop(s) : Aguerre 25e |                 | Essai(s) : 3 Robertson 18e, G Dickson 27e, Irvine 64e Transformation(s) : 1/3 Irvine 27e Pénalité(s) : Irvine 42e | Parc des Princes, Paris Pelouse en bon état. 45 000 spectateurs Arbitre : R Quinttenton |
| 17 mars 1979 Soleil printanier | |                 | | Parc des Princes, Paris Pelouse en bon état. 45 000 spectateurs Arbitre : R Quinttenton |

### Pays de Galles - Angleterre
| 17 mars 1979 Beau temps | Pays de Galles | 27 - 3 (7-3) | Angleterre                | Arms Park, Cardiff Terrain gras 50 000 spectateurs Arbitre : J Bonnet |
| 17 mars 1979 Beau temps | Essai(s) : 5 Richards 33e, Roberts 61e, Ringer 64e JJ Williams 70e, E Rees 80e+1 Transformation(s) : 2/5 A Martin 70e, Fenwick 80e+1 Drop(s) : G Davies 12e |              | Pénalité(s) : Bennett 35e | Arms Park, Cardiff Terrain gras 50 000 spectateurs Arbitre : J Bonnet |
| 17 mars 1979 Beau temps | |              |                           | Arms Park, Cardiff Terrain gras 50 000 spectateurs Arbitre : J Bonnet |

## Composition de l'équipe victorieuse
Voir la page :
- Le pays de Galles au Tournoi des Cinq Nations 1979.